# Anoplolepis gracilipes

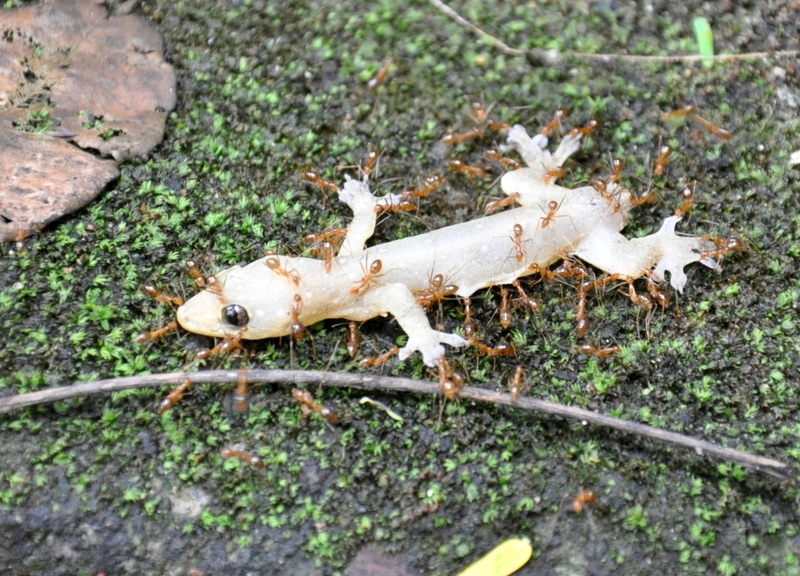
Транспортировка мёртвого геккона (Индия)

Anoplolepis gracilipes (лат.) (жёлтый сумасшедший муравей) — вид муравьёв из рода Anoplolepis. Случайно завезён в северную Австралию и на остров Рождества в Индийском океане и в обоих местах стал вредителем. Один из опаснейших видов инвазивных муравьёв в мире. В обиходе их называют «сумасшедшими» из-за хаотичного движения при беспокойстве.
Наряду с красным огненным муравьём (Solenopsis invicta), большеголовым муравьём (Pheidole megacephala), малым огненным муравьём (Wasmannia auropunctata) и аргентинским муравьём (Linepithema humile), жёлтый сумасшедший муравей является одним из пяти видов интродуцированных муравьёв, известных инвазивным поведением и разрушительными экологическими эффектами. Также известный как длинноногий или мальдивский муравей, данный вид присутствует в перечне 100 самых разрушительных вредителей в мире. Они вторглись в экосистемы от Гавайев до Сейшельских островов и сформировали суперколонии на острове Рождества в Индийском океане.

## Физиология
Рабочие особи мономорфичны и имеют жизненный цикл в 76—84 дней. Тело у них длиной около 4 мм, жёлто-коричневого цвета с тёмно-коричневой задней частью брюшка и примечательно длинными ногами и усиками. Хитиновый покров незначительный, голова овальной формы, челюсть с 8 зубами и 11-сегментные усики. Мезосома худая, передняя часть брюшка узкая с почти прямой спинкой, если смотреть в профиль. Средняя часть вогнута. Задняя часть брюшка выпукла в профиле. Петиоль толстый, с перевёрнутой U-образной формы гребнем. Хотя они не могут жалить, муравьи, обороняясь, выпрыскивают муравьиную кислоту. Хотя это само по себе не убивает цель, но может ослепить и привести к смерти от голода многих позвоночных жертв.

### Химеризм самцов и уникальный способ размножения
Жёлтые сумасшедшие муравьи имеют уникальный способ размножения, впервые описанный в 2023 году. Самцы жёлтых сумасшедших муравьев — химеры: разные клетки одного и того же самца имеют разные гаплоидные геномы. У этого вида обнаружены геномы двух типов, названных R и W. Царицы имеют в каждой клетке две копии генома R, а рабочие особи (стерильные самки) — одну R и одну W. Самцы гаплоидны (как и у других муравьёв), но у этого вида часть клеток содержит геном типа R, а часть — типа W. Это объясняется тем, что при оплодотворении яйцеклеток A. gracilipes в части яиц не происходит слияния материнского и отцовского ядра и из таких яиц и развиваются химерные самцы. Механизмы, регулирующие эти процессы, пока неизвестны.

### Суперколонии
Жёлтые сумасшедшие муравьи демонстрируют униколониальное поведение и образуют несколько крупных суперколоний высокой плотности на острове Рождества. Хотя многим видам муравьёв присуще униколониальное поведение, суперколонии данного вида насекомых достигли новых высот среди инвазивных видов в проникновении в окружающую среду. Униколониальное, в буквальном смысле «одна колония», поведение характеризуется сотрудничеством и отсутствием агрессивного поведения между кормящими особями множества колоний, каждая из которых имеет собственную королеву. Отсутствие конкуренции между колониями даёт муравьям существенное преимущество и позволяет им достигать необычайно высокой плотности. Она составляет до 2254 кормящих особей на м² с биомассой 1,85 г на м² и плотностью до 10,5 входов в гнёзда на м². Это означает наивысшую плотность кормящих муравьёв за всю историю.
Кроме того, эта структура с мультигнездом и множеством маток-королев полигамна, что повышает вероятность выживания колонии. Гнёзда могут содержать до 300 королев и 2500—3600 рабочих особей на таких больших пространствах, как 150 гектаров.
Хотя они вторглись на остров Рождества между 1915 и 1934 годами, первая суперколония была обнаружена в 1989 году, и после 1996 года суперколонии стали быстро образовываться. К сентябрю 2002 года 28 % из 10 000 гектаров дождевых лесов на острове были заражены.
Выделяют три различных механизма, способствующих необычно большому числу жёлтых сумасшедших муравьёв на острове Рождества. Гипотеза свободы от врага предполагает, что отсутствие давления со стороны естественных врагов может позволить организмам достигать колоний больших размеров. Другая гипотеза основывается на том, что сокращение межколониальной агрессии позволяет кормящим муравьям использовать энергию, уделяемую обороне своей колонии, на её расширение.
И наконец, более высокая эффективность по сравнению с другими местными видами при эксплуатации разнообразных ресурсов позволяет муравьям поддерживать высокий уровень кормления и тем самым увеличивать свою численность.

## Географический охват и распространение
Естественная среда обитания жёлтых сумасшедших муравьёв пока не установлена, есть предположение, что этот вид возник в Западной Африке. Они распространились в широком диапазоне тропических и субтропических регионов, включая острова Карибского бассейна, некоторые острова Индийского океана (Сейшельские острова, Маврикий, Мадагаскар, Реюньон, Кокосовые острова и остров Рождества) и некоторые тихоокеанские острова (Новая Каледония, Гавайские острова, Французская Полинезия, Окинава, Вануату, Микронезия и Галапагосский архипелаг).
Виды муравьёв, как известно, занимают такие сельскохозяйственные системы, как корица, цитрусовые, кофейные и кокосовые плантации. Поскольку у муравьёв распространённые привычки гнездования, то особи могут переноситься на грузовиках, катерах и других видах человеческого транспорта.
Колонии сумасшедших муравьёв обычно распространяются, когда группа рабочих особей и королева покидают гнездо, чтобы создать новое, и лишь в редких случаях путём перелёта крылатых самок. Как правило, колонии, распространяющиеся через группы «переезжающих» особей, имеют невысокую степень распространения, и им нужно вмешательство человека, чтобы достигнуть отдалённых областей. Было отмечено, что вид A. gracilipes передвигается примерно на 37—400 метров в год в Сейшелах. Осмотр острова Рождества, однако, дал среднюю скорость распространения в 3 метра в день, что эквивалентно 1 километру в год.

## Питание
A. gracilipes описывается как «очищающий хищник» и имеет широкую диету, характерную для многих инвазивных видов. Они потребляют широкий спектр продуктов, включая зерно, семена, членистоногих и разлагающиеся ткани, в том числе трупы позвоночных. Они были зарегистрированы при атаке и расчленении беспозвоночных, таких как небольшие изоподы, многоножки, моллюски, паукообразные, земляные крабы, дождевые черви и насекомые.
Подобно всем муравьям, A. gracilipes требуется богатая белком пища для откладывания яиц королевой и углеводы для энергии рабочим особям. Они получают углеводы из нектара растений и вырабатываемого насекомыми пади, в частности червецами, тлёй и другими представителями подотряда Sternorrhyncha. Исследования показывают, что сумасшедшие муравьи настолько полагаются на червецов, что их дефицит может реально ограничить рост численности муравьёв.

### Мутуализм
Мутуалистические связи с несколькими видами насекомых, вырабатывающих нектар, позволяют муравьям получать богатые энергией углеводы. Муравьи оберегают насекомых с помощью мобильных групп и защищают их от естественных врагов.. Иногда говорят, что муравьи держат «фермы» червецов.
Недавние эксперименты показали, что эта связь настолько сильна, что в условиях, когда были убраны A. gracilipes, плотность червецов в течение 11 недель сократилась на 67 %, а через 12 месяцев до нуля.

## Вторжение на остров Рождества
Остров Рождества, расположенный в Индийском океане, имеет уникальную экосистему и до вторжения сумасшедших муравьёв был практически нетронутым. На острове тропический климат, и большая часть его поверхности покрыта дождевыми лесами. Здесь обитает уникальная группа эндемичных животных и многих видов наземных крабов и морских птиц. Это является ключевым моментом для морских птиц в этой области, и разнообразие и обилие видов крабов непохоже ни на какой другой остров в мире.
A. gracilipes попали на остров Рождества между 1915 и 1934 годами. С начала 1990-х они образовали суперколонии и заняли более 30 % дождевых лесов острова. Отмечают три основных способа, которыми жёлтый сумасшедший муравей сказывается на экосистеме острова Рождества. Первый — это прямое хищничество муравьёв, особенно в отношении красного земляного краба. Большое число красных земляных крабов пересекают территории муравьёв в процессе своей миграции и тем тревожат A. gracilipes, на что насекомые реагируют выбрасыванием муравьиной кислоты в крабов. Благодаря высокой плотности муравьи способны убить красных крабов в течение 24 часов, и численность крабов стала практически нулевой в областях, занятых суперколониями. Муравьи убили до 20 млн крабов или примерно 30 % от первоначальной численности крабов, при этом увеличение количества белка для муравьёв помогло последним, заодно позволив расширять свои колонии созданием новых гнёзд в норах крабов. Во-вторых, за счёт уничтожения красных земляных крабов, ключевого вида в экосистеме острова Рождества, A. gracilipes косвенно изменяет структуру тропических лесов и влияет на среду обитания других организмов. Эндемичный красный земляной краб (Gecarcoidea natalis) является основным потребителем семян, размножающихся видов и мусора в экосистеме острова. В районах, где были уничтожены красные земляные крабы, покров мусора удвоился, плотность семян повысилась в 30 раз, а число размножающихся видов увеличилось в 3,5 раза. В-третьих, A. gracilipes представляет популяцию насекомых с необычайно высокой плотностью в районах, занятых суперколониями. Хотя их природная численность невелика и они не причиняют большого вреда, но живут чаще под покровом деревьев и в большом количестве способны вызвать омертвление покрова и смерть дерева.
Увеличение размножающихся видов из-за исчезновения красных земляных крабов приводит к изменению структуры дождевых лесов.
Недавние изучения показывают корреляцию между инфицированными площадями и суперколониями и сокращением численности некоторых эндемичных видов острова Рождества, таких как олуша Абботта, рождественский фрегат, гекко острова Рождества, сова Ninox natalis, дрозд Christmas Island Thrush (Turdus poliocephalus erythropleurus) и белозубка Christmas Island Shrew (Crocidura trichura). Были сообщения, что муравьи роились над наземными птицами и животными, но не известно, было ли то атакой или животные уже были мертвы. В отчётах также указано, что от A. gracilipes страдают многие виды птиц, молодняк которых терпит нападки от муравьёв в своих гнёздах.
Красный земляной краб обеспечивает «биотическое сопротивление» инвазивным видам, подобно вторжению африканской улитки ахатины гигантской и некоторым сорным растениям. Удалением его из экосистемы A. gracilipes облегчает возможность вторичного вторжения. Существуют также свидетельства, что отсутствие красного земляного краба способствует вторжению других чужеродных видов, подобных крысам и кошкам. Масштабное распространение этого вида насекомых также оказывает драматический эффект на Inocarpus fagifer, которые демонстрируют более низкие показатели производства семян, замедление темпов роста и более высокий уровень смертности в заражённых районах.

## Другие угрозы
Жёлтые сумасшедшие муравьи также были отмечены в местах обитания людей, где насекомые рассматриваются в качестве сельскохозяйственных вредителей, вызывая вспышки роста сокососущих насекомых. Их нападения также могут привести к слепоте у людей, особенно у детей, так как люди могут занести муравьиную кислоту на руках в глаза случайным прикосновением.
Муравьи также оказывают отрицательное воздействие на туризм, угрожая эндемичным видам и изменением среды обитания. Это имело место на острове Бёрд на Сейшелах после того, как муравьи устранили главную достопримечательность острова, птицу тёмная крачка.
Ещё большую тревогу вызывают последние исследования, свидетельствующие о том, что А. gracilipes имеет потенциал для заселения обширных участков континентальной Австралии. Учитывая потенциал распространения и моделируя климат, исследователи пришли к выводу, что муравьи могут занять большую часть северной и северо-восточной Австралии.

## Меры
Основным способом борьбы с вторжением муравьёв является травля. Это требует особого внимания. Достаточно трудно найти подходящую приманку, не влияющую на другие виды, и обеспечить её заражение так, чтобы рабочая особь прожила достаточно долго, чтобы принести яд в колонию. Различные подходы включают в себя так называемые «животные» яды и использование феромонов.
Фипронил — основанная на рыбном белке субстанция, выпускаемая специально для экосистемы острова Рождества. Наземная травля в 2000 году и последовавшая в 2002 году воздушная травля доказали свою эффективность, сократив численность муравьёв. Хотя жёлтые сумасшедшие муравьи всё ещё присутствуют в небольшом количестве и необходимо вести наблюдение, есть надежда, что наземной травли будет достаточно. Сумасшедший муравей, вторгшийся в Кэрнс и в Таунсвилл, был уничтожен в ходе правительственной программы. В Новом Южном Уэльсе вторжение жёлтого сумасшедшего муравья указано в качестве основной угрозы в акте 1999 года об охране окружающей среды и сохранении биоразнообразия. В местности северо-восточного Арнхейма проект осуществляется в сотрудничестве с корпорацией Dhimurru Land Management Aboriginal, департаментом по охране окружающей среды и культурного наследия и другими организациями. Проект начат в 2004 году и был рассчитан на 4 года. Это был самый крупный проект по ликвидации муравьёв в материковой части Австралии.